# Uotilansaari (ö i Nyland)
Uotilansaari är en ö i Finland. Den ligger i sjön Pitkäjärvi och i kommunen Lojo i den ekonomiska regionen  Helsingfors  och landskapet Nyland, i den södra delen av landet, 70 km väster om huvudstaden Helsingfors. Öns area är 4,6 hektar och dess största längd är 470 meter i nord-sydlig riktning.